# Chi Dó trầm
Dó trầm hay dó bầu, trầm dó, trầm hương tên gọi chung cho một chi thực vật thuộc họ Trầm gồm 21 loài. sống ở châu Á trong các khu vực rừng mưa của Indonesia, Thái Lan, Campuchia, Lào, Việt Nam, Malaysia, bắc Ấn Độ, Trung Quốc, Philippines, Borneo và New Guinea. Cây cao 6–20 m, lá dài 5–11 cm và rộng 2–4 cm. Hoa màu xanh vàng, quả gỗ dài 2,5–3 cm.
Cây trầm hương có thân cây to, lá dài, gỗ màu vàng nhạt, có thớ đen. Đây là cây tạo ra trầm hương và kỳ nam sử dụng làm nước hoa và nhang, dược phẩm có giá trị cao. Gỗ trầm được sử dụng làm các đồ dùng gia dụng. Cây dó trầm hiện cũng đang được trồng để khai thác tại một số quốc gia như Lào và Việt Nam.
Ở Việt Nam có 3 loài trầm gồm A. crassna, A. banaense và A. baillonii, phân bố rải rác trong rừng rậm nhiệt đới thường xanh, mưa mùa, ẩm nguyên sinh thuộc các tỉnh Tuyên Quang, Thanh Hoá, Nghệ An, Hà Tĩnh, đặc biệt từ Quảng Bình, Quảng Trị, Thừa Thiên Huế, Quảng Nam, Đà Nẵng, Quảng Ngãi, Bình Định, Ninh Thuận, Bình Thuận, đến Tây Nguyên, An Giang, Kiên Giang và đảo Phú Quốc.

## Các loài[2]
- Aquilaria apiculata Merr., 1922
- Aquilaria baillonii Pierre ex Lecomte & Leandri, 1949: Dó Baillon.
- Aquilaria banaense P.H.Hô, 1987: Dó Bà Nà.
- Aquilaria beccariana Tiegh., 1893
- Aquilaria brachyantha (Merr.) Hallier f.
- Aquilaria citrinicarpa (Elmer) Hallier f.
- Aquilaria crassna Pierre ex Lecomte, 1915: Trầm, trầm hương, dó bầu, dó núi.
- Aquilaria cumingiana (Decne.) Ridl., 1901
- Aquilaria decemcostata Hallier f., 1922
- Aquilaria filaria (Oken) Merr., 1950
- Aquilaria hirta Ridl., 1901
- Aquilaria khasiana Hallier f., 1922
- Aquilaria malaccensis Lam., 1783 (đồng nghĩa A. agallochum và A. secundaria)[4]: Trầm hương
- Aquilaria microcarpa Baill., 1875
- Aquilaria parvifolia (Quisumb.) Ding Hou, 1960
- Aquilaria rostrata Ridl., 1924
- Aquilaria rugosa K.Le-Cong & Kessler, 2005
- Aquilaria sinensis (Lour.) Spreng., 1825: Bạch mộc hương, thổ trầm hương, nữ nhi hương, trầm giả.
- Aquilaria subintegra Ding Hou, 1964
- Aquilaria urdanetensis Hallier f., 1922
- Aquilaria yunnanensis S.C.Huang, 1985

## Một vài hình ảnh về cây dó trầm

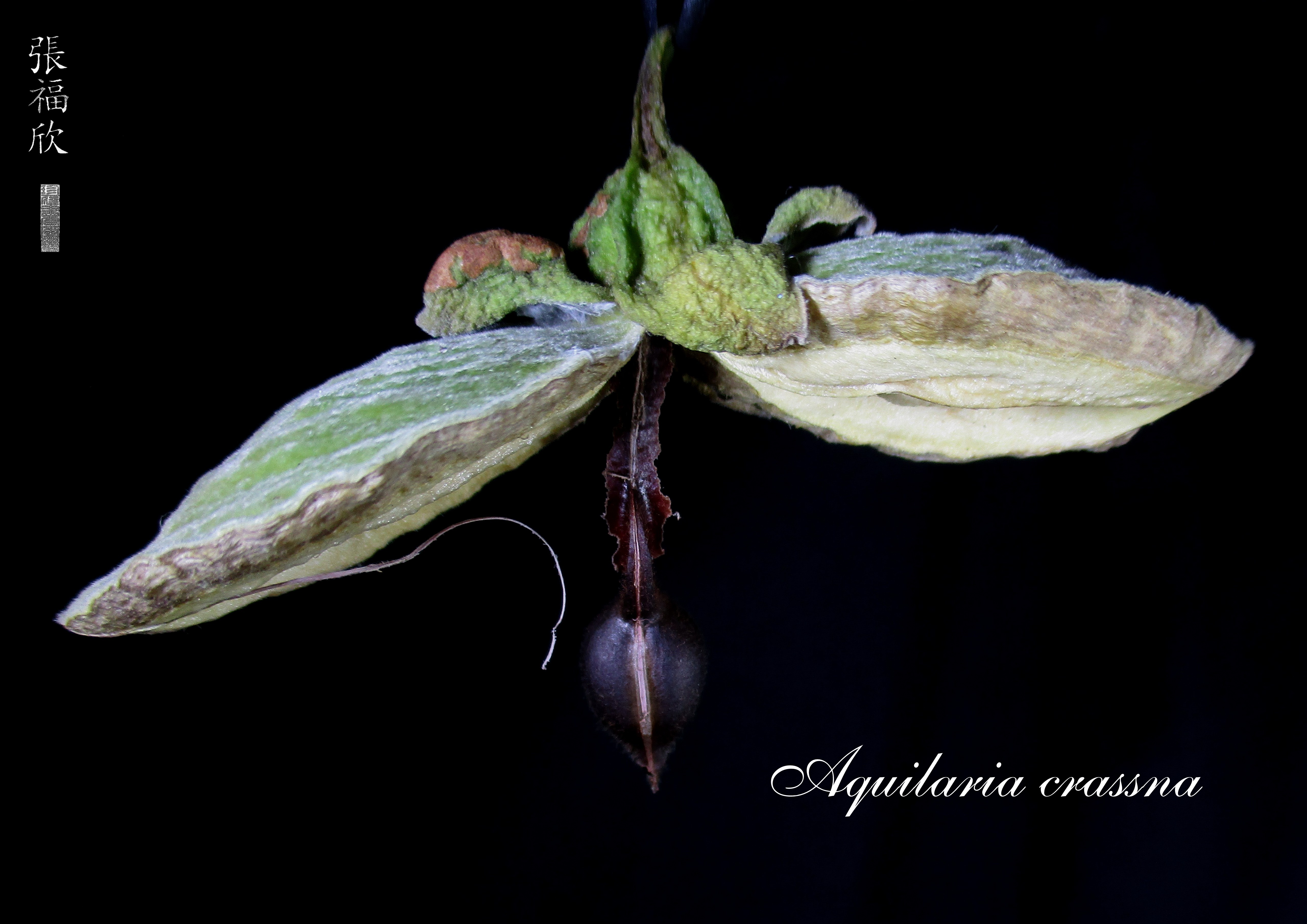
Quả và hạt của Aquilaria crassna.
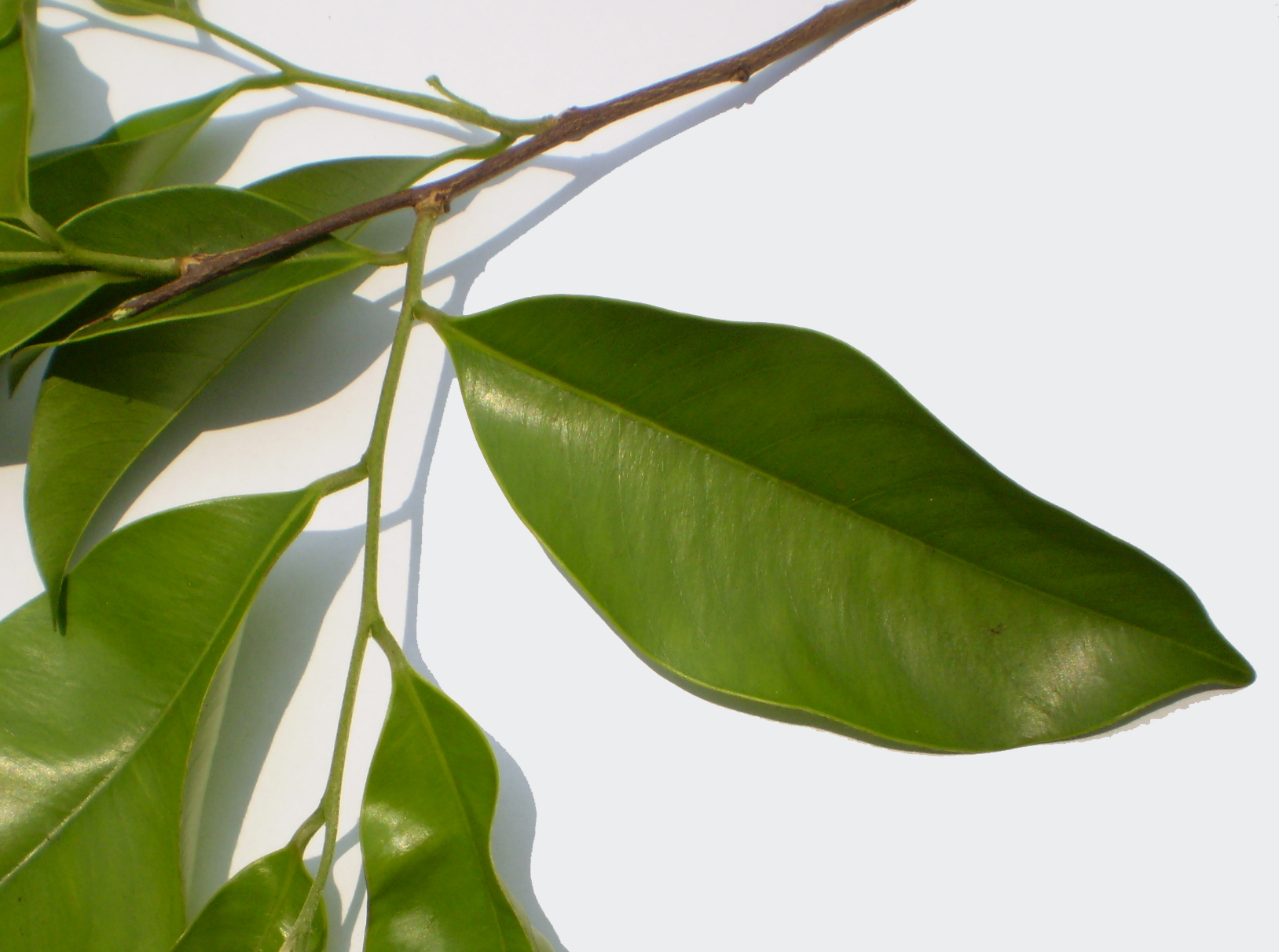
Lá cây dó trầm
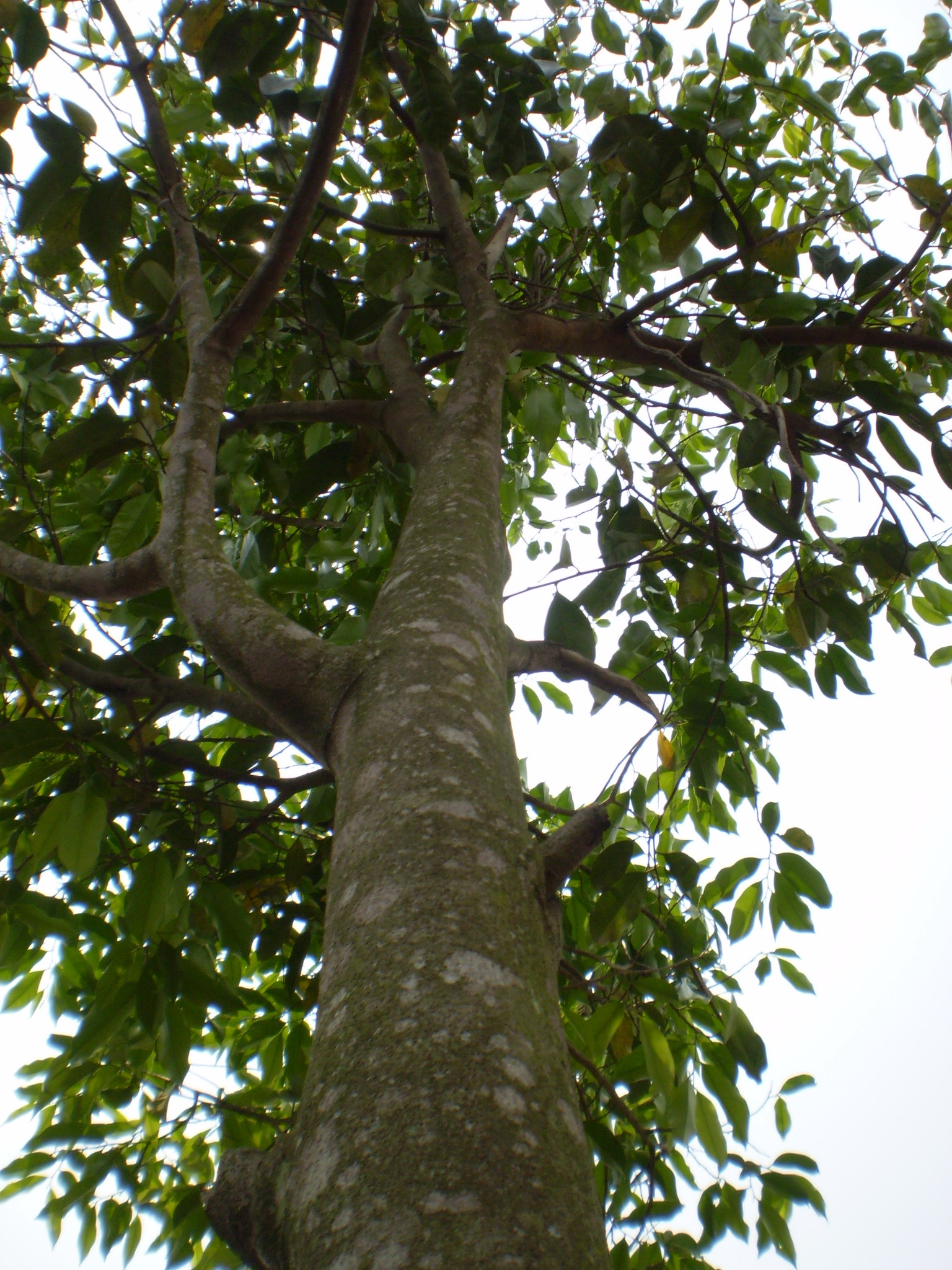
Thân cây nhìn từ dưới lên